# Saison 1 de Foundation
Chronologie
Saison 2
Cet article présente le guide des épisodes de la première saison de la série télévisée américaine Foundation.

## Synopsis
L'empire galactique, dirigé par la dynastie génétique des clones de l'Empereur Cléon Ier, se voit prédire par la psychohistoire de Hari Seldon un effondrement suivi de 30 000 ans de ténèbres avant qu'un second empire galactique ne prenne la relève. La psychohistoire a cependant découvert un moyen de réduire la durée de cette ère de ténèbres à 1 000 ans ; en mettant en place une Fondation devant au terme de ce millénaire restaurer l'empire.
Après un attentat meurtrier contre l'ascenseur spatial de la planète Trantor, et une brutale répression déclenchée par l'empereur cloné Cléon XII contre les planètes Thespis et Anacréon, ce dernier — ne pouvant rester sans réagir face aux propos de Seldon, mais ne pouvant pas l'exécuter sous peine d'en faire un martyr — l'envoie avec ses fidèles créer une Fondation pour préserver tout le savoir de l'humanité si l'effondrement venait à se réaliser. L'Empereur l'exile avec ses fidèles — dont la brillante et jeune mathématicienne Gaal Dornick — aux confins de la galaxie, sur la planète hostile Terminus. Mais durant le voyage dans le vaisseau qui les transporte vers Terminus, et pour des raisons mystérieuses, Seldon est rapidement assassiné par son fils adoptif et principal assistant, Raych Seldon, lequel emmène de force Gaal Dornick (qui était devenue sa petite amie) dans une capsule et l'expulse dans le vide spatial.
Une fois arrivés sur Terminus, les colons ont la surprise de voir une structure déjà existante, qui repousse tous ceux qui l'approchent grâce à un champ incapacitant. Les colons baptisent cette structure le Sanctuaire, lequel devient vite un centre d'intérêt pour les enfants qui se défient de l'approcher le plus possible. Cependant, une personne parvient à surmonter le champ incapacitant : Salvor Hardin, gardienne de Terminus, qui semble liée au Sanctuaire…

## Généralités
- La série est annoncée le 22 juin 2020, à l'occasion de l'Apple Worldwide Developers Conference avec un premier teaser[2].
- La première saison commence sa diffusion le 24 septembre 2021 avec ses deux premiers épisodes, et est au total composée de dix épisodes[3] ; elle se base sur le livre Fondation du cycle du même nom, œuvre d'Isaac Asimov.
- Cette saison fait de fréquents aller et retour entre différentes époques, et principalement sur environ trois décennies, autour de l'attentat sur Trantor et lors du développement de la Fondation, où sa gardienne joue un rôle central.
- Trois des personnages principaux de la saga d'Asimov ont été féminisés pour la série : Gaal Dornick, Salvor Hardin et le robot humanoïde Eto Demerzel[4]. De même la dynastie génétique des Cléons n'existe que dans la série, ainsi les clones de Cléon Ier, Frère au Grand Jour, Frère au Soir et Frère à l'Aurore sont des personnages originaux créés pour la série qui permettent de diviser le rôle de l'empereur en trois et de donner une certaine continuité au programme[5],[6].
- Gaal Dornick, biographe de Seldon et personnage masculin dans les livres d'Asimov, est la narratrice de ce récit télévisé.

## Distribution

### Acteurs principaux
- Jared Harris (VF : Yann Guillemot) : Hari Seldon, psychohistorien
- Lee Pace (VF : Anatole de Bodinat) : Frère au Grand Jour, Empereur de la Galaxie
- Lou Llobell (VF : Léopoldine Serre) : Gaal Dornick, narratrice de la série
- Leah Harvey (VF : Déborah Claude) : Salvor Hardin, Gardienne de Terminus
- Laura Birn (VF : Marie Diot) : Eto Demerzel, conseillère de l'Empereur
- Terrence Mann (VF : Philippe Catoire) : Frère au Soir/Frère à la Nuit (empereur âgé/mourant)
- Cassian Bilton : Frère à l'Aurore (empereur adolescent)

### Acteurs récurrents
- Alfred Enoch (VF : Diouc Koma) : Raych Seldon, assistant de Hari Seldon
- Cooper Carter : Frère à l'Aurore (empereur enfant)
- Clarke Peters (VF : Thierry Desroses) : Abbas Hardin, colon de Terminus et père de Salvor Hardin
- Daniel MacPherson (en) (VF : Mario Bastelica) : Hugo Crast, pilote marchand thespien et capitaine du cargo Mendiant
- Kubbra Sait (en) (VF : Magali Rosenzweig) : Grande Chasseresse Phara Keaen, cheffe militaire d'Anacréon
- Pravessh Rana : Rowan, Lieutenant de Phara Keaen
- Elliot Cowan (VF : Lionel Tua) : Lewis Pirenne, directeur de la Fondation
- Mido Hamada (en) : Maître-Spectre Obrecht, agent personnel de la dynastie génétique impériale
- Amy Tyger (VF : Edwige Lemoine) : Azura Odile, jardinière du palais impérial
- Christian Contreras : Commandant Kray Dorwin, capitaine du croiseur impérial Aegis
- Reece Shearsmith : Jerril, espion impérial

## Épisodes
| no | Titre français              | Titre original            | Réalisé par      | Écrit par                       | Durée  | Date de sortie    |
| --- | --------------------------- | ------------------------- | ---------------- | ------------------------------- | ------ | ----------------- |
| 1 | La Paix de l'Empereur       | The Emperor's Peace       | Rupert Sanders   | David S. Goyer et Josh Friedman | 1 h 9  | 24 septembre 2021 |
| L'Empire gouverne la galaxie depuis 12 000 ans depuis sa capitale, la planète Trantor. Il est dirigé depuis 400 ans par une dynastie génétique de clones de l'empereur Cléon Ier, incarnée désormais par Cléon XI (Frère au Soir), Cléon XII (Frère au Grand Jour) et Cléon XIII (Frère à l'Aurore). Ceux-ci reçoivent sur Trantor, capitale impériale, les ambassadeurs d'Anacréon et de Thespis, deux planètes rivales situées aux confins de l'Empire, et dont la dernière escarmouche a provoqué la mort d'observateurs impériaux. Gaal Dornick— brillante mathématicienne originaire de la planète Synnax et seule à avoir résolu la conjecture d'Abraxas, un concours mathématique lancé depuis Trantor — arrive sur la planète à l'invitation du psychohistorien Hari Seldon, qui fonde de grands espoirs en elle. Le vaisseau qui la transporte depuis l'orbite de Synnax effectue son saut dans l'hyper-espace. Durant ces sauts, les passagers sont endormis dans un cocon, car lorsque l'« espace se replie », l'esprit humain ne peut tolérer une telle discontinuité et des dommages irrémédiables peuvent affecter son cerveau. Mais inexplicablement, Gaal Dornick se réveille durant le saut, elle voit tout à travers un des hublots, cette vision s'imprime dans sa rétine, avant qu'une des préposées au voyage (des êtres appelés les « spaciens » spécialement crées à cet effet) la ré-endorme. Le vaisseau se pose sur Trantor, elle est accueillie par Raych, le fils adoptif et principal assistant de Hari Seldon. Mais ils sont très vite arrêtés, l'Empire considérant les travaux de Seldon comme une menace pour la paix impériale. Lors de son procès, Seldon déclare publiquement que l'Empire s'effondrera prochainement et que 30 000 ans de chaos suivront ; cependant, il propose de réduire cette période d'anarchie à 1000 ans en mettant en place une Fondation chargée de conserver les connaissances humaines dans une Encyclopédie. Un Anacréonien et un Thespien font alors exploser l'Ascenseur orbital, une gigantesque construction permettant de rejoindre Trantor depuis l'espace. L'attentat fait des millions de morts. Les Empereurs convoquent Seldon et Gaal. Seldon voit dans cette attaque une preuve de la faiblesse grandissante de l'Empire dont les territoires périphériques commencent à se rebeller. Alors que les Empereurs envisagent de mettre à mort Seldon, Gaal prédit que cette exécution entraînerait l'assassinat des Empereurs un an plus tard. Un compromis est trouvé : Seldon mettra en place sa Fondation sur Terminus, une planète située aux confins de l'Empire afin d'éviter que la Fondation ne perturbe trop la stabilité impériale. Seldon annonce alors à Gaal qu'il avait déjà prévu l'exil sur Terminus et qu'il s'y préparait déjà depuis un moment.                                                           |                             |                           |                  |                                 |        |                   |
| 35 ans plus tard. Sur Terminus, Salvor Hardin sauve le jeune Poly alors que ce dernier tentait de s'approcher du Sanctuaire, une mystérieuse construction repoussant quiconque tente de s'en approcher… à l'exception de Hardin. |                             |                           |                  |                                 |        |                   |
| 2 | Se préparer à vivre         | Preparing to Live         | Andrew Bernstein | David S. Goyer et Josh Friedman | 1 h 1  | 24 septembre 2021 |
| Cléon XI, déstabilisé par l'attentat et par les prédictions de Seldon, s'interroge de plus en plus sur l'avenir de l'Empire et sur la pertinence de la dynastie génétique. L'enquête ne parvenant pas à déterminer si les terroristes sont liés ou non aux gouvernements anacréonien et thespien, Cléon XI et Cléon XII s'opposent sur la solution à adopter pour permettre à l'Empire de rétablir symboliquement sa puissance : Cléon XI plaide pour un pardon impérial à Anacréon et Thespis tandis que Cléon XII souhaite des représailles ; Cléon XIII tranche en faveur des représailles. Cléon XII fait alors exécuter les délégations anacréonienne et thespienne tout en envoyant une flotte militaire pour ravager les deux planètes ; les deux ambassadeurs sont ensuite renvoyés chez eux. |                             |                           |                  |                                 |        |                   |
| Hari Seldon et Gaal Dornick sont à bord du vaisseau qui les conduit avec la Fondation sur Terminus. Gaal entretient une liaison amoureuse avec Raych, le fils adoptif de Seldon. L'équipe est sous pression et se prépare à la colonisation de Terminus sans savoir exactement ce qui les attend. Seldon confie par ailleurs à Gaal que son plan n'est pas encore entièrement achevé. Alors que l'équipage dort, Gaal qui nage dans la piscine, en pratiquant comme à son habitude un comptage systématique des nombres premiers, sent subitement que quelque chose ne va pas. Elle se rue à la rencontre de Seldon, mais arrivée dans ses quartiers, elle surprend Raych en train de l'assassiner avec un poignard. Tandis que l'alerte est donnée, Raych emmène Gaal de force vers une capsule où il la place, jetant dedans le poignard ensanglanté, avant de l'expulser dans le vide spatial, non sans lui avoir dit au préalable : « Je t'aime. Je te demande pardon ». |                             |                           |                  |                                 |        |                   |
| 3 | Le Fantôme du mathématicien | The Mathematician's Ghost | Alex Graves      | Olivia Purnell                  | 0 h 49 | 1er octobre 2021  |
| 400 ans plus tôt, Cléon Ier est mourant et contemple l'Ascenseur dont la construction est en train de s'achever. 19 ans après la destruction de l'Ascenseur. Les restes de ce dernier, menaçant Trantor, sont détruits. Cléon XI est mourant. Il reste inquiet au sujet d'Anacréon, de Thespis et de Seldon. Cléon XII considère cependant qu'il s'agit d'affaires classées. Cléon XI est ensuite rituellement euthanasié. Cléon XII devient alors Frère au Soir et Cléon XIII Frère au Jour. Cléon XIV, né quelques heures auparavant, devient Frère à l'Aurore. 36 ans après la destruction de l'Ascenseur, Cléon XIV décide de faire effacer la dernière peinture de Cléon XI, peinte juste avant sa mort. |                             |                           |                  |                                 |        |                   |
| La Fondation arrive sur Terminus. Celle-ci découvre le Sanctuaire dont la présence n'était pas prévue. Alors qu'ils essaient de s'approcher, les colons s'effondrent, repoussés par le champ incapacitant du Sanctuaire. 36 ans après la destruction de l'Ascenseur. La Fondation est désormais un avant-poste développé dont Salvor Hardin est la Gardienne. Celle-ci informe la Fondation que le champ incapacitant du Sanctuaire s'étend et pourrait à terme menacer la Fondation elle-même. Hugo, marchand d'origine thespienne et petit ami de Hardin, revient sur Terminus. Avec Hardin, ils aperçoivent des corvettes anacréoniennes se dirigeant vers Terminus alors que cela leur est interdit par l'Empire. Alors que les Encyclopédistes, à la tête de la Fondation, préconisent d'appeler l'Empire à l'aide, Hardin souhaite au contraire que la Fondation se défende par elle-même malgré un manque d'équipement. Ils tentent malgré tout d'entrer en communication avec l'Empire, sans succès, car le satellite de communication avec Trantor est hors service. Quelques heures avant l'arrivée des vaisseaux, Hardin poursuit un enfant dans le vaisseau désossé de la Fondation ; elle tombe à ce moment-là sur des soldats anacréoniens. |                             |                           |                  |                                 |        |                   |
| 4 | Des barbares à la porte     | Barbarians at the Gate    | Alex Graves      | Lauren Bello                    | 0 h 45 | 8 octobre 2021    |
| « Frère à l'Aurore » Cléon XIV fait une tentative de suicide en se jetant du haut de ses appartements. Mais comme tous les Cléons, tout son corps est entouré de protections invisibles. Il se relève donc. La jardinière du palais impérial Azura Odile a assisté à toute la scène. Envisageant pendant un moment de se débarrasser de ce témoin gênant, il se ravise après et va lui demander des conseils sur les bienfaits des plantes dont elle s'occupe. Manifestement enamouré, il l'observe ensuite de ses appartements à l'aide d'un drone en forme de libellule. L'Empire fait face à une série de crises internes : des émeutes sont provoquées sur Trantor, dirigées par les Puisatiers, un groupe fondé à la suite de la fusion d'un puits thermique après la destruction de l'Ascenseur, tandis qu'à la suite du décès de sa dirigeante, la religion luministe (3000 milliards de fidèles) fait face à un risque de schisme théologique : l'héritière soutenue par l'Empire, Zéphyr Gilat, est contestée par la popularité grandissante de Zéphyr Halima, une prêtresse prônant un retour à certains textes pouvant remettre théologiquement en question la dynastie génétique impériale. Cléon XII, qui avait géré la succession précédente, souhaite régler le problème sur place par lui-même, mais Cléon XIII, considérant que la politique brutale de son aîné n'a fait qu'affaiblir l'Empire, décide de prendre en charge la situation. Le relais permettant la communication entre Trantor et les Spires extérieures, zone où se situe Terminus, cesse d'émettre. Cléon XII suspecte une rébellion de la Fondation dont les rapports se faisaient de plus en plus rares et ordonne une enquête, sous la direction du commandant Dorwin. Cléon XIII est de plus en plus convaincu que son aîné a sous-estimé les prédictions de Seldon ; il tente d'obtenir un décryptage des prédictions laissées par Seldon avant sa mort, mais les mathématiciens impériaux sont convaincus qu'il ne s'agit que d'affabulations ésotériques. |                             |                           |                  |                                 |        |                   |
| Les Anacréoniens souhaitent que Hardin leur donne le module de navigation impérial utilisé par la Fondation lors de son voyage jusqu'à Terminus. Hardin parvient à capturer Phara, leur cheffe, en utilisant le pouvoir du Sanctuaire. En l'interrogeant, Hardin comprend que Phara n'est pas une simple pillarde, mais la Grande Chasseresse, cheffe de l'armée anacréonienne : Anacréon souhaite s'emparer de la technologie impériale dont elle est dépourvue afin de sauver sa population mourante depuis les bombardements de Cléon XII. Lewis Pirenne, l'Encyclopédiste à la tête de la Fondation, considère que Hardin a provoqué un incident diplomatique avec Anacréon et veut s'en remettre à l'Empire. Face à l'arrivée de nombreuses troupes anacréoniennes, Hardin organise la résistance de la Fondation sans attendre les renforts de l'Empire et malgré un manque d'équipements. Avant les combats Hardin a une vision de la bibliothèque impériale de Trantor, où travaillait Seldon, et d'un jeune garçon armé d'un couteau, vision qu'elle attribue à sa connexion avec le Sanctuaire. Au moment où Hardin et son ami Hugo, protégés par une barrière en forme de champ de force, font face aux troupes anacréoniennes lourdement armées, la voix « off » de la narratrice Gaal Dornick retentit : « Le destin d'un seul individu demeure toujours un mystère. Mais les mouvements de masse, l'essor et le déclin des cultures, des causes et des mondes, Hari Seldon avait depuis longtemps élucidé ces questions, et le début de la fin, comme de juste, eut lieu sur Terminus la bien nommée ». |                             |                           |                  |                                 |        |                   |
| La capsule de Gaal Dornick, errant dans l'espace depuis 34 ans, se rapproche d'un vaisseau. |                             |                           |                  |                                 |        |                   |
| 5 | Le Grand Éveil              | Upon Awakening            | Alex Graves      | Leigh Dana Jackson              | 0 h 53 | 15 octobre 2021   |
| Gaal Dornick, adolescente sur la planète aquatique Synnax, est élevée selon de stricts principes religieux. L'église du « Grand-Eveil » qui interdit toute forme de savoir scientifique, gouverne la population de la planète, dont les habitations sur pilotis sont menacées par une dangereuse montée des eaux. Gaal, novice du culte de « Celui-qui-sommeille », est envoyée pour inspecter l'ancienne université de Synnax qui a été fermée. Elle y découvre le vieux professeur Sorn, Il veut lui donner une boîte contenant les volumes du « théorème de Kallé » sur les fractales, mais elle refuse et le dénonce. Le vieux savant considéré comme un hérétique est emmené devant les prêtres pour être exécuté, et c'est Gaal elle-même qui l'attache à ses livres et à de lourdes pierres, avant qu'il ne soit projeté dans l'eau. Emplie de doutes, cette dernière plonge cependant dans l'obscurité pour détacher la boîte du cadavre de Sorn avant de l'emporter. La nuit, en toute discrétion, elle décode le théorème de Kallé, puis s'inscrit à un concours de mathématiques lancé depuis Trantor et le remporte. Lui parvient àlors un message de Hari Seldon subjugué par l'agilité intellectuelle de la jeune synnaxienne, qu'il invite à le rejoindre sur Trantor. Gaal Dornick embarque sur un vaisseau et quitte sa planète (scène vue dans le premier épisode). |                             |                           |                  |                                 |        |                   |
| Gaal sort de sa cryo-suspension dans la capsule où Raych l'avait placée 34 années plutôt, à bord du Raven, un vaisseau totalement automatisé. Tout d'abord coincée dans le sas, c'est finalement le poignard de Raych qui, logé dans une fente du mécanisme de la porte d'accès à l'intérieur du vaisseau, est identifié et permet de l'ouvrir. Ce vaisseau a été préparé par ou pour Raych Foss-Seldon et ne peut répondre qu'à lui. Ainsi, Gaal ne peut que partiellement interroger l'ordinateur de bord, puisque la machine n'a pas d'autorisation pour répondre à ses questions ou à ses ordres les plus précis. Elle doit d'abord accepter le fait que 34 années se sont écoulées jusqu'à son « réveil » et apprend qu'elle est considérée dans la galaxie comme la complice de son amant dans l'assassinat de Seldon (en larmes, elle voit les images de l'exécution de Raych), tout comme le fait que les colons, dont elle faisait partie, ont atteint Terminus et y ont développé la Fondation. Désespérée, Gaal tente alors de se suicider, mais son geste est interrompu au moment où le vaisseau ralentit brutalement car il est en approche de sa destination. Elle tente de savoir où va se poser le Raven, mais l'ordinateur refuse de lui communiquer l'information, malgré tous ses efforts pour contourner les interdictions. Elle effectue finalement une sortie extra-véhiculaire en combinaison spatiale, et à force de déductions, comprend qu'elle atteint la planète natale de Seldon, Helicon. Subitement, une projection de Hari Seldon poignardé mais vivant, apparaît sur le sol du vaisseau. |                             |                           |                  |                                 |        |                   |
| Sur Terminus, alors que les défenseurs de la Fondation font face de tous côtés aux troupes anacréoniennes, protégés par la barrière champ de force qui entoure leurs installations, le vaisseau impérial Aegis du commandant Dorwin sort de l'hyper-espace et apparaît dans l'atmosphère de la planète. Dorwin entre en communication avec Lewis Pirenne et exige que Phara qui reste en détention, soit emmenée dans la grande Tour de communication pour qu'il la voie. Salvor Hardin comprend qu'il s'agit d'un piège préparé par les anacréoniens, qui ont attiré le vaisseau impérial en coupant le satellite de communication avec Trantor, mais c'est déjà trop tard. Phara souhaitait clairement être emmenée dans la Tour, car une fois à l'intérieur, elle enlève son faux œil de son orbite : c'est un petit appareil qu'elle déclenche et qui désactive la Tour. Elle révèle que son but réel est de détruire ce poste avancé de l'Empire pour se venger du bombardement de sa planète. Le champ de force disparaît et l'armée anacréonienne se lance à l'assaut de la Fondation, tandis que l'Aegis est détruit par un tir de canon anacréonien. Salvor Hardin assiste impuissante à la mise à feu et à sang de la Fondation. |                             |                           |                  |                                 |        |                   |
| 6 | La Mort et la vierge        | Death and the Maiden      | Jennifer Phang   | Marcus Gardley                  | 0 h 55 | 22 octobre 2021   |
| Après un saut dans l'hyper-espace, Cléon XIII accompagné par Eto Dermerziel arrive dans le système de Surah, pour se poser sur la « Lune Vierge » qui est le siège de la Religion Luministe, laquelle existe depuis 15 000 ans et a 3 000 milliards de fidèles dans la galaxie, dont Demerziel bien qu'elle soit un robot. L'enjeu est pour lui de régler le conflit de succession après le décès de la « supérieure » Proxima Opale, entre Zephyr Gilat, une modérée fidèle à l'Empire, et Zephyr Halima, qui conteste le principe même de la dynastie génétique impériale. Pour soutenir Gilat, l'Empereur promet de créer une usine de dessalement de l'eau sur cette lune aride. Lors des funérailles de Proxima Opale qui se déroulent devant l'Empereur. Zéphyr Gilat prend la parole, mais Zephyr Halima la coupe et se lance dans un éloge funèbre où elle défie subtilement l'ordre impérial basé sur le système de clonage des Cléons. Son discours enflamme la foule qui s'agenouille, Eto Demerziel compris, laissant Cléon XIII seul debout et particulièrement troublé. Sur Trantor, Frère à l'Aurore entame une relation amoureuse avec la jardinière Azura Odile et lui révèle son secret : il est victime d'une inexplicable anomalie génétique, car il est daltonien, ne reconnaissant pas les différentes couleurs. |                             |                           |                  |                                 |        |                   |
| Les Anacréoniens ont pris possession de Terminus et retiennent Salvor Hardin prisonnière. Ils vont aussi récupérer le commandant Dorwin blessé mais vivant dans les cendres du vaisseau impérial qu'ils ont abattu. Deux enfants parviennent à libérer Salvor et l'emmènent à l'abri. Elle y retrouve son père et son petit ami Hugo. Ensemble, laissant les enfants derrière eux, ils ont pour plan de détruire les corvettes anacréoniennes et clouer ainsi l'armée de Phara au sol. Ils arrivent à proximité, se mettent à couvert, et Salvor tente de s'approcher pour piéger les vaisseaux qui sont posés sur un terrain volcanique. Mais elle est subitement prise de malaise, entrant à nouveau en connexion avec le Sanctuaire. Là, elle est projetée dans le vaisseau des colons de Terminus et assiste à la scène menant à l'assassinat de Hari Seldon. C'est en fait ce dernier qui demande avec insistance à Raych de le poignarder, un acte nécessaire pour sauvegarder le « Plan Seldon », faute de quoi, dit-il, tout le projet s'effondrerait. Il n'entend pas que l'amour de Raych pour Gaal l'empêche d'accomplir cette tâche. Elle ne doit en aucun cas être mêlée à ça. Il lui dit : « As-tu confiance dans les maths ? As-tu foi en moi ? Le sort de la galaxie repose sur un seul individu, toi ». Il ne lui donne pas d'autre choix que mettre fin à sa vie, avant de foncer dans la capsule prête pour un voyage vers le Raven, un vaisseau entièrement préparé pour lui. Mais comme vu dans l'épisode 2, rien ne se passe comme prévu. Salvor se voit dans la position de Gaal Dornick quand elle découvre la scène macabre. Ce qui oblige Raych à modifier le plan et à l'envoyer dans la capsule à sa place. Hugo vient réveiller Salvor, ce qui fait qu'ils sont repérés par les soldats qui gardent les corvettes. Pendant ce temps, son père Abbas se lance seul pour tenter de les faire exploser. Il y parvient, mais il meurt en déclenchant une bombe qui engloutit toute la flotte dans la lave, ce qui rend Salvor folle de douleur. Avec Hugo, ils reviennent vers la ville de Terminus et sont rapidement faits prisonniers par les anacréoniens. Ceux ci veulent récupérer un vaisseau mythique et surpuissant, l’Invictus, capable de détruire une planète entière, qui erre dans l'espace et avec lequel ils entendent attaquer l'Empire. Ils l'ont manifestement repéré, mais n'ont pas les capacités techniques pour mener à bien cette mission. Ils prennent donc plusieurs scientifiques de la Fondation en otages et embarquent avec eux dans le Mendiant, le cargo thespien de Hugo, qui a transféré les commandes à Salvor Hardin. Ainsi, Phara, quelques uns de ses soldats, les scientifiques dont Lewis Pirenne, Dorwin, Hugo et Salvor Hardin, décollent de Terminus pour se rendre dans la ceinture d'Anthor où est censé se trouver l’Invictus. |                             |                           |                  |                                 |        |                   |
| 7 | Mystères et martyrs         | Mysteries and Martyrs     | Jennifer Phang   | Caitlin Saunders                | 0 h 48 | 29 octobre 2021   |
| Le Mendiant avec Salvor Hardin aux commandes, qui transporte Phara, son adjoint Rowan, ses soldats et les otages de la Fondation, arrive dans la ceinture d'Anthor et s'approche du mythique hypercroiseur impérial Invictus, connu pour errer dans la galaxie depuis 700 ans, apparaissant puis disparaissant en différents endroits. Ses défenses automatisées restent cependant opérationnelles, comme en témoignent les épaves des deux corvettes anacréoniennes qui ont tenté de l'aborder. Pour s'y rendre, tous doivent enfiler des combinaisons spatiales pour ne pas être détectés en le rejoignant. Salvor se lance au milieu des débris de la ceinture et atterrit sans problème sur l'Invictus. Les autres passagers aussi sauf Hugo dont le système de propulsion tombe en panne. Il part en dérive dans le vide spatial. Ils peuvent pénétrer à l'intérieur grâce au commandant Dorwin et à ses nanobots impériaux. Une fois la porte ouverte, Phara l'exécute puisqu'il a rempli ses fonctions et ne lui est plus utile. Dans l'Invictus en pleine réactivation, Lewis Pirenne comprend grâce aux impulsions qu'il déclenche, qu'il s'apprête à faire un saut aléatoire dans l'hyper-espace. Manifestement, son équipage en avait perdu le contrôle et avait trouvé la mort à cause de ces sauts répétés. Salvor et les scientifiques de la Fondation ont quatre heures devant eux pour empêcher ce saut incontrôlable, après quoi les Anacréoniens ont l'intention de se servir de l'Invictus pour réduire Trantor en poussière. |                             |                           |                  |                                 |        |                   |
| Sur la lune Vierge, siège de la religion Luministe, Cléon XIII vient demander à Zephyr Halima, devenue favorite pour accéder au rang de Proxima après son discours enflammé (épisode 6), ce qu'elle souhaite exactement. Elle répond tout net et sans aucune déférence (elle l'appelle Cléon, et pas ô Empire) : « la fin de la dynastie génétique ». Selon elle, les Cléons clonés n'ont pas d'âme. Il est un lieu de pèlerinage sur le sol aride de cette lune, nommé « la Spirale » où les fidèles viennent honorer les trois déesses de la religion luministe au péril de leur vie. Pour prouver qu'il a une âme, Cléon XIII annonce qu'il va effectuer le pèlerinage de la Sprirale. |                             |                           |                  |                                 |        |                   |
| Sur Trantor, Frère à l'Aube et Azura Odile font l'amour sous une verrière. Le plus jeune des Cléons craint pour sa vie, car il est affecté par plusieurs anomalies génétiques par rapport à sa lignée. Il montre à Azura, qu'un clone sous verre qui lui est identique est prêt à prendre la relève au moindre problème. Azura lui propose de fuir avec elle dans la Cicatrice, l'endroit où l'ascenseur spatial s'était écrasé trois décennies plus tôt et qui avait laissé plusieurs niveaux souterrains à l'air libre. |                             |                           |                  |                                 |        |                   |
| À bord du Raven qui est en approche de la planète natale de Hari Seldon, Hélicon, sa projection a des ratés, puis se stabilise. Avant de mourir, il avait téléchargé sa conscience dans une pastille intégrée par Raych au poignard qui avait ouverte la porte du sas (épisode 5), et il contrôle donc intégralement le vaisseau. L'avatar de Seldon explique que, atteint d'une maladie dégénérative mortelle, il avait prévu de se suicider. Il voulait créer « son » mythe, pour renforcer le développement de la Fondation. Raych devait ensuite expliquer sa disparition aux colons, puis le rejoindre sur le Raven, Mais la relation amoureuse entre son fils adoptif et Gaal avait chamboulé le plan. Pour qu'ils se séparent vraiment, Seldon lui avait demandé de le poignarder ce qui l'obligerait ensuite à fuir. Gaal pour sa part, devait devenir celle qui dirigerait la Fondation à la première crise (celle qui est précisément en train de se dérouler à partir de Terminus). C'est alors que l'imprévu s'était produit : Gaal était arrivée dans la cabine de Seldon et avait assisté à son meurtre. C'est donc elle qui se trouve dans le Raven. Les explications de l'avatar Seldon la mettent dans une rage folle. Elle lui crie dessus pour ce qu'il a manigancé sans tenir compte de la volonté des deux amoureux. Ce dernier insiste pour savoir ce qui l'a poussée à venir dans sa cabine alors qu'elle était censée aligner les longueurs de bassin dans la piscine en comptant les nombres premiers (épisode 2). Gaal réfléchit, repasse dans son esprit plusieurs événements passés (son réveil en plein saut dans l'hyper-espace, puis le fait qu'elle a senti que l'ascenseur spatial allait exploser (épisode 1), le fait aussi qu'elle a entendu une question de l'Empereur avant qu'il la pose, etc.), répond a l'avatar de Seldon qu'elle a couru vers sa cabine car elle a senti qu'il allait être assassiné et en conclut qu'elle est capable de percevoir l'avenir. |                             |                           |                  |                                 |        |                   |
| 8 | La Pièce manquante          | The Missing Piece         | Roxann Dawson    | Sarah Nolen                     | 0 h 56 | 5 novembre 2021   |
| Sur la Lune vierge, Cléon XIII entreprend le périlleux pèlerinage de la Spirale, une marche de 170 km dans le désert, pieds nus, sous un soleil brûlant, sans eau et sans nourriture où de nombreux pèlerins ont perdu la vie. À bout de forces, il parvient au but : la grotte sacrée nommée le « giron de la Mère », dans laquelle se trouve un bassin souterrain où il est censé avoir une vision des "Trois Déesses" de la religion luministe, laquelle sera ensuite interprétée par les prêtresses Zéphyr. Il leur explique donc avoir vu le sel du bassin s'élever en tourbillon avant de former une sorte de fleur à trois pétales. Elles concluent de cette vision que l'Empereur a bien une âme, et que la dynastie génétique qui règne sur Trantor ne doit plus être remise en cause, ce qui marque la défaite de Zéphyr Halima et l'élévation de Zéphyr Gilat au rang de Proxima. Avant de repartir, Eto Demerzel va voir Halima, lui révèle son statut de robot ainsi que sa foi, puis l'empoisonne sur ordre de son Empereur, néanmoins particulièrement troublée. Une fois sur le vaisseau impérial avant le saut dans l'hyper-espace, il apparait que Cléon XIII n'a jamais eu de vision dans le lac souterrain. |                             |                           |                  |                                 |        |                   |
| Dans l'Invictus, il faut atteindre la passerelle de commandement pour trouver un moyen d'empêcher le saut dans l'hyper-espace incontrôlable, Salvor Hardin parvient à ouvrir la porte, saisit un blaster sur un cadavre, tire sur les anacréoniens, et se jette à l'intérieur avec Lewis Pirenne en réussissant à refermer la porte au nez de Phara et de Rowan. Pendant ce temps, Hugo qui s'était volontairement laissé dériver dans l'espace, arrive à la tour de communication d'une base minière d'un astéroïde de la ceinture d'Anthor. Il fait appel à tous les vaisseaux thespiens pour qu'ils viennent en renfort. Alors que ceux-ci arrivent devant l'Invictus et commencent à l'attaquer, Phara et Rowan réussissent à forcer la porte. Lewis Pirenne est immédiatement atteint par un tir et sévèrement blessé ; au cours de l'affrontement qui s'ensuit, le saut aléatoire dans l'hyper-espace se déclenche et l'Invictus disparait. |                             |                           |                  |                                 |        |                   |
| À bord du Raven en approche de Hélicon au milieu de nombreux débris d'astéroïdes qui frappent sa coque, Gaal explique à l'avatar de Seldon qu'elle possède ce don de prescience depuis toujours, et qu'elle s'est mise aux mathématiques pour trouver une solution à son rêve insistant : celui d'une vague géante submergeant sa planète Synnax. Elle demande aussi à l'avatar de Seldon quel est le but de leur voyage. Ce dernier lui répond que c'est la création d'une Seconde Fondation, au bout des étoiles (Star's End), Hélicon évoluant près d'un trou noir. Mais celle-ci doit rester secrète et la projection seldonienne refuse d'en dire plus à la jeune mathématicienne, lui expliquant même que sa prescience pourrait mettre tout l'édifice en péril. Gaal se met en colère, exige des explications qui ne viennent pas, et décide alors de quitter le vaisseau. Comme l'avatar de Seldon ne veut rien entendre, elle détruit le système de régulation de la température du Raven, lui laissant le choix entre la laisser bouillir sur place ou la laisser partir. Il finit par lui ouvrir la porte du sas. Gaal se place dans la capsule et lui indique sa destination : Synnax. Le voyage doit durer 138 ans et elle entre en cryo-suspension. |                             |                           |                  |                                 |        |                   |
| Sur Terminus, la mère de Salvor vient prévenir le chef des troupes anacréoniennes restées sur place : le champ incapacitant du Sanctuaire est en train de s'étendre, les mettant tous en grand danger. |                             |                           |                  |                                 |        |                   |
| 9 | La Première crise           | The First Crisis          | Roxann Dawson    | Victoria Morrow                 | 0 h 57 | 12 novembre 2021  |
| Contrairement à Phara et Rowan, Salvor Hardin ne s'est pas « endormie » durant le saut dans l'hyper-espace de l'Invictus. Elle découvre alors que le vaisseau se trouve dans l'orbite de Terminus. C'est en fait Lewis Pirenne qui avant de mourir, a introduit le système de navigation du bâtiment de guerre dans son cortex pour le diriger vers la planète de la Fondation. Salvor découvre aussi qu'elle ne peut communiquer avec personne en surface, et que le champ incapacitant du Sanctuaire l'englobe désormais complètement. Elle attache Phara et Rowan inconscients, et part en combinaison spatiale rejoindre le Mendiant, le cargo de Hugo en orbite. Il s'avère que ce dernier, à bord d'un des vaisseaux thespiens qui se trouvaient proches de l’Invictus, ont été entraînés dans son sillage quantique, « sautant » en sa compagnie, et Hugo rejoint Salvor à bord du Mendiant. Elle lui dit que sa mission est de rejoindre les troupes thespiennes et de désactiver les propulseurs de l’Invictus, afin qu'il cesse ses sauts aléatoires et qu'ils puissent en prendre le contrôle. Ils se séparent puis elle se pose sur Terminus. Arrivée sur place, elle voit tout le monde, les habitants et les soldats anacréoniens, rendus inconscients par le Sanctuaire. Elle s'en approche, retrouve sa mère inanimée, laquelle tient en main le Premier Radiant, ce cube à multiples facettes que seuls Hari Seldon et Gaal Dornick savaient activer (épisode 1). Elle y parvient, le Sanctuaire s'ouvre, devient translucide, se transformant en portail, le champ incapacitant disparait, tout le monde se réveille. Ainsi, les soldats anacréoniens se regroupent sur place et mettent Salvor, sa mère, et les habitants en joue. C'est alors que deux vaisseaux thespiens se posent, Hugo et ses troupes en débarquent, tous se font face, armes pointées. La puissance de feu thespienne est supérieure, et les anacréoniens baissent leurs armes. Mais Phara a réussi à se détacher sur l’Invictus et a pris le contrôle d'un des chasseurs. Elle arrive sur la scène, le face à face armé reprend, elle tire sur le Sanctuaire, Salvor tente sans succès de la raisonner avant d'être contrainte de la tuer avec son propre arc. C'est alors que Hari Seldon sort du Sanctuaire devant tous les protagonistes interloqués et dit :« Voilà qui est encourageant ! Les anacréoniens, les thespiens et les terminiens, vous voir tous réunis ici me donne de l'espoir. Nous pourrions bien y arriver ! ». |                             |                           |                  |                                 |        |                   |
| Dans le palais impérial, Frère à l'Aurore comprend que son ainé Frère au Soir, a percé son secret, et a découvert ses anomalies génétiques. Il panique, et suit le plan qu'avait préparé pour lui Azura afin de s'échapper. Une fois arrivé dans la « cicatrice », il échange le bracelet qui lui confère une aura protectrice avec la cape d'un vieillard, et se déplace incognito jusqu'aux appartements d'Azura. Il la retrouve, part se doucher puis ressort et ne trouve pas son amoureuse. Elle apparait et lui tire dessus. Il s'échappe, est rattrapé, assommé, et se réveille attaché dans une pièce face à un autre Frère à l'Aurore qui lui est parfaitement identique. Il apprend alors qu'il fait involontairement partie d'une conspiration contre l'Empire préparée depuis des décennies. Les rebelles avaient volé de l'ADN de Cléon Ier et crée ce clone, tandis qu'ils avaient eux-mêmes introduit les anomalies génétiques dans le « vrai » Frère à l'Aurore (alors que son double est parfait), tablant sur le fait qu'il chercherait un jour à s'échapper, ce qui s'est bel et bien produit. Les « nanorobots » impériaux sont transférés dans son double, qui compte prendre sa place au Palais. Mais la conspiration a été percée à jour, grâce au Maître-Spectre Obrecht, l'espion personnel de la dynastie impériale et au drone en forme de libellule que le plus jeune des Cléons avait imprudemment fait sortir du Palais pour suivre les pérégrinations d'Azura dans la cicatrice. Frère au Soir débarque sur place avec ses troupes, le clone est tué par Obrecht, Azura arrêtée, et Frère à l'Aurore devra défendre ses particularités et répondre de ses actes devant Cléon XIII de retour de la Lune Vierge. |                             |                           |                  |                                 |        |                   |
| 10 | Le Saut                     | The Leap                  | David S. Goyer   | David S. Goyer                  | 0 h 59 | 19 novembre 2021  |
| La projection de Hari Seldon sortie du Sanctuaire devant les troupes thespiennes et anacréoniennes leur explique que leur conflit ancestral né de la légende du mariage entre les souverains des deux planètes ayant tourné à l'assassinat de la grande chasseresse d'Anacréon par le roi de Thespis est en fait un mensonge concocté par le vrai assassin, Cléon II, qui pour préserver sa dynastie génétique, avait commis ce forfait afin que les deux puissances émergentes des Confins s'entre-déchirent et ne puissent menacer l'Empire. Devant son auditoire encore réticent, il annonce aussi qu'il n'a pas dit toute la vérité aux colons de Terminus. Il ne s'agissait pas de rester en dehors de la chute programmée de l'Empire galactique tout en préservant le savoir de l'humanité, mais d'en être des acteurs et de se libérer de son joug. Pour ce faire, ils disposent de l'Invictus, et vont simuler main dans la main l'explosion de leur étoile afin que l'Empire croie qu'il n'y a plus aucune forme de vie dans ces Confins et qu'ils puissent évoluer librement pour créer ensemble une nouvelle civilisation. Il les éclaire aussi sur le Sanctuaire, qui n'est autre que son cercueil qui avait été expulsé dans l'espace (épisode 2) et s'était posé sur Terminus avant l'arrivée des Colons. L'avatar de Seldon n'est pas celui qui a eu maille à partir avec Gaal Dornick à bord du Raven. Cette version du psychohistorien demande où est la jeune mathématicienne et ne sait pas qui est Salvor Hardin, laquelle lui explique que Gaal n'a jamais atteint Terminus. Elle lui dit que c'est elle qui a ouvert le Sanctuaire et ramené l'Invictus autour de la planète, et lui parle de ses visions, pensant que Seldon la guidait depuis le début. Avant de repartir dans son "cercueil" en promettant de revenir, il dit à Salvor qu'il n'est en aucun cas responsable de ses visions. Quelques mois plus tard, thespiens, anacréoniens et terminiens ont développé les installations de la Fondation, Hugo est devenu le capitaine de l'Invictus, la simulation de l'explosion de leur étoile est effectuée et Salvor va devenir la maire de Terminus. Elle s'entretient avec sa mère et lui demande qui est la fille de la planète aquatique qui apparait dans ses visions. Cette dernière lui révèle alors qu'elle a porté le bébé de deux donneurs : Gaal Dornick et Raych Seldon : ils sont en fait les responsables de ses visions. Bouleversée par cette révélation, Salvor Hardin décide de quitter la planète sur le champ pour partir à la recherche de sa mère biologique, ayant une idée où elle se trouverait… |                             |                           |                  |                                 |        |                   |
| Sur Trantor, Cléon XIII se montre particulièrement cruel avec Azura lui annonçant que toute sa famille, tous ses proches, toutes les personnes avec qui elle a interagi (il donne le compte : 1 551 humains), vont être éliminés sur le champ afin qu'elle n'ait plus aucune existence pour quiconque, tandis qu'elle va être placée consciente dans un tube, alimentée artificiellement pour continuer à vivre et payer sa « trahison ». Il est par ailleurs en conflit avec son ainé Frère au Soir, qui souhaite que leur frère cadet soit exécuté sur le champ, tandis que lui est prêt à voir la dynastie génétique impériale évoluer. Alors qu'ils se disputent, Eto Demerzel brise le cou du jeune homme en expliquant que sa fidélité est avant tout à la dynastie génétique impériale. Cléon XIII est ensuite rejoint par le Maître-Spectre Obrecht, qui lui révèle que les anomalies génétiques ne concernaient pas que Frère à l'Aurore mais qu'elles ont en fait été introduites dans tous les Cléons à partir du premier d'entre-eux. Furieux que son jeune frère ait été tué pour rien, l'Empereur se rend devant le cercueil en verre où est exposé leur ancêtre, et se met à le détruire rageusement à coups de masse, tandis que Eto Demerzel seule dans sa chambre, déchire la peau de son visage, sa tête robotique apparaissant, et elle se met à crier. |                             |                           |                  |                                 |        |                   |
| Après 138 ans de voyage, la capsule de Gaal Dornick amerrit sur Synnax. Toute la civilisation de sa planète natale a été engloutie par les eaux, il ne reste plus rien, juste quelques bouts d'installations en bois émergentes. Elle distingue une lumière rouge sous les eaux, plonge, se déplace à l'intérieur d'un vaisseau écrasé (il s'agit en fait du Mendiant) et découvre une capsule. Elle l'ouvre et remonte son occupante à la surface. Quand cette dernière se réveille, elle lui dit que les données de sa capsule montrent qu'elle est restée en cryo-sommeil depuis plus d'un siècle et lui demande qui elle est et ce qu'elle fait là. Salvor Hardin lui répond qu'elle est sa fille, et qu'elle est venue la retrouver. Elle lui tend le Premier Radiant en lui disant qu'il lui appartient. Les dernières paroles de cette saison sont celles de la narratrice Gaal Dornick en voix off : « Parfois, il faut sauter, et parfois, quelqu'un nous rattrape ». |                             |                           |                  |                                 |        |                   |